# Дар'я Донцова
Дар'я Донцова (справжнє ім'я Горпина Аркадіївна Донцова, рос. Агриппина Арка́дьевна Донцо́ва, до шлюбу Васильєва; *7 червня 1952, Москва, РРФСР) ― російська письменниця і телеведуча, авторка іронічних детективів, член Спілки письменників Росії.

## Біографія
Горпина Васильєва народилася 7 червня 1952 року в Москві в сім'ї режисерки Москонцерту Тамари Степанівни Новацької (14 квітня 1917 — 14 березня 2008) і маловідомого радянського письменника (з 1929 року співробітника ОГПУ) Аркадія Васильєва (16 березня 1907 — серпень 1972). Батько походив з робочої сім'ї — дід Микола Васильєв працював на ткацькій фабриці, бабуся (на честь якої названа Горпина) служила поденницею. До народження Горпини вони не дожили. На момент народження дочки батьки не були у законному шлюбі, батько за документами був одружений з журналісткою газети «Правда» Фаїною Борисівною. До цього він був одружений з Галиною Миколаївною. В тому шлюбі у нього народилася донька Ізольда. Однокровна сестра Горпини старша за неї на 20 років.
З боку матері Горпина — напівполька-напівкозачка. Її дід по материнській лінії Стефан Новацький був польським комуністом, який разом з братом Яцеком був одним із соратників Фелікса Дзержинського. Бабуся Афанасія Шабанова була з Кисловодська з багатої родини. Вони, вже одруженими, переїхали до Москви в 1916 році. У 1937 Стефана заарештували за «Справою Тухачевського» і він помер в одному з таборів, імовірно, під Благовєщенськом (згодом був посмертно реабілітований). Передбачаючи арешт, Стефан розлучився з дружиною, і її не чіпали.

### Дитинство
Після арешту Стефана Афанасію з Тамарою виселили в барак на Скакову вулицю, і перші кілька років Горпина прожила там. Батьки вирішили одружитися тільки в лютому 1953, коли Афанасія отримала повідомлення, де було вказано, що через місяць її з донькою та онукою виселять з Москви. Тому Аркадій вирішив вирушити разом з ними. У РАГС вони прийшли 5 березня і, дізнавшись про смерть Сталіна, відклали укладання шлюбу. Вони офіційно розписалися лише в 1959 році, коли Горпина мала піти до школи.
У 1954 році барак розселили, і Горпина з бабусею переїхала в кімнату в комунальній квартирі на вулиці Кірова. Через малу житлову площу кімнати батьки Горпини жили у квартирі Аркадія в Лаврушинському провулку, яку той ділив з Борисом Шкловським. І знову ж, через малу площу квартири, вони не могли оселитися там усі четверо. Горпина приєдналася до батьків тільки в 1957 році, коли вони переїхали в новобудову біля станції метро Аеропорт.
Горпину з раннього дитинства намагалися привчити до музики та літератури. Спочатку її відвели в музичну школу, де тамтешня директорка, прослухавши дівчинку, заявила, що «вперше стикається з таким випадком, коли ведмідь наступив не лише на вухо, а й сів на всю голову і сидить там до цих пір». Після цього Афанасія і Тамара, будучи меломанками, стали водити Горпину до консерваторії та в театр на опери та балети. У своїй автобіографії Донцова згадує, що, через повну відсутність музичного слуху все це наводило на неї суцільну нудьгу.
У школі Горпина, за її словами, не мала особливого авторитету серед однокласників. Легкими їй були гуманітарні предмети та іноземні мови, та вкрай важкою математика. Ще перед школою з нею займалися дві гувернантки. Одна була етнічною німкенею, інша — француженкою, і обидві погано говорили російською, тому Горпина ще до школи навчилася непогано говорити цими мовами. Однак успішнішою вона була у вивченні німецької. Коли в 1964 році Горпина поїхала разом з батьком у ФРН (з невідомих причин, одну книгу Аркадія вирішили видати за межами Східного блоку), привезла звідти багато книг детективного жанру. Багатьох класиків детективу — Діка Френсіса, Рекса Стаута, Джорджетта Геєр, Джеймса Гедлі Чейза, — Горпина вперше прочитала німецькою.

### Родина
- Горпина Донцова двічі розлучена, втретє одружилася в 1983 з Олександром Донцовим. У чоловіка є син від попереднього шлюбу — Дмитро Донцов.
  - У Горпини двоє дітей: син Аркадій (нар. 1972) в першому шлюбі (у 2009 році проти нього було порушено кримінальну справу)[1] і дочка Марія Донцова (нар. 1986) — в третьому шлюбі.
    - У сина Аркадія є син — Микита (онук письменниці).

### Громадська позиція
У 1998 році письменниця перенесла рак молочної залози, перемогла хворобу і тепер активно допомагає іншим жінкам пройти через це випробування. У 2008 році Дар'я Донцова стала Послом Благодійної програми компанії Avon «Разом проти раку грудей».
Підтримала висування Володимира Путіна на президентські вибори 2024 року. У лютому 2024 року під час відвідин поранених військовиків у Головному військовому клінічному госпіталі імені М. Н. Бурденка підтримала стан справ у Росії на тлі російської агресії проти України.

## Творчість
Романи Донцової діляться на шість циклів, головні героїні яких мають схожість з авторкою.
Даша Васильєва — забезпечена жінка, живе в дачному селищі Ложкіно з родиною, любить тварин, дружить з полковником міліції Олександром Дегтярьовим. Має двох дітей — сина Аркадія і дочку Машу. У минулому Даша була неодноразово одружена, працювала викладачкою французької мови в московському виші, отримувала скромну зарплату, жила з родиною в маленькій квартирі в Медведково на околиці Москви. Ця персонажка найбільш близька авторці. Головне захоплення Дар'ї — домашні тварини. У будинку її героїні багато кішок і собак, один з них мопс Хучик. Вона мала кількох кандидатів в чоловіки: Назара, Ярика і Бурдюка. Деякий час зустрічалася одночасно з усіма, за що в книзі «Коханка єгипетської мумії» здобула погану славу. Вибрала Бурдюка, але дізналася, що він зраджує, і пішла від нього. Стала відомою ведучою. Має невеличкий «скелет у шафі» — в юному віці вона довела до самогубства Андрія Ройтберга (він перебував у маніакально-депресивному стані, і тому Дар'ю не можна вважати вбивцею). У книзі «Шість соток для Робінзона» їй довелося перетворитися на штукатурку Дар'ю Васильєву, оскільки їй треба було, щоб думали, що любителька приватного розшуку стає жертвою вбивці-отруйника.
Героїня іншої серії, Євлампія Романова, у минулому — Єфросинія Романова, пізня дитина і довгоочікувана донька радянського генерала-вченого і оперної співачки, закінчила консерваторію по класу арфи, була одружена, після розлучення змінила ім'я і навчилася смачно готувати. Лампа відкрила свою детективну агенцію, де працює приватною сищицею, дружить з майором міліції Володимиром Костіним. Героїня за сюжетом отримала: кішку Семираміду, кішку Пінгву і кота Клауса, мопсів Аду, Мулю, Плюшу, Феню, Капу і двох інших собак стаффордширського тер'єра Рейчел і безпородного дворнягу Рамика, хом'ячків Кешу, Петю, Леонардо і жабу Гертруду. Удочерила дочку Лізу і виховує Кирила, сина подруги Каті, яка виїхала зі старшим сином та його дружиною до Америки на заробітки. Пізніше одружилася з Максом Вовком і придбала двох мопсів: Мусю і чорну Зефірку. Також має свекруху Капітоліну, господиню бутиків у Росії та США.
Віола Тараканова отримала від письменниці знання німецької мови. Героїня була одружена з майором Олегом Купріним, слідчим з Петрівки, 38, але розлучилася, працювала репетиторкою німецької мови, пише детективи під псевдонімом Аріна Віолова. Вілка небайдужа до тварин, в її квартирі живуть кішка Клеопатра, кіт Синочок і собака Дюшка. Також у Віоли була бойова подруга Тома, яка жила з нею разом з донькою і чоловіком. Але вони жахливо посварилися і тепер живуть окремо. У неї був коханець Юрій Шумаков, але після його зради вони посварилися. Після інсценованого ФСБ вбивства адвоката Литягіна вона змушена жити в шкурі Віолетти Тараканової. Після цього вона зустрічалася з Костянтином Фокіним (Франкліним). Але після його одруження з Владою Кареліною вони розлучилися. Але незабаром виявилося, що його одружили з Владою силоміць.
Іван Подушкін — син радянського письменника, працює секретарем у приватної детективки Елеонори. Ввічливий, людина з високими моральними принципами. Високого зросту та стрункої фігури. Розумний, інтелігентний, освічений. Трохи нерішучий. Цілком симпатичний молодий чоловік. Довірливий, його легко можна обдурити. Утримує старіючу матір років 60-65, яка вважає себе молодою і красивою жінкою 35 років. Ніколетта трохи неврівноважена, здіймати крик для неї як дихати. Подушкін — затятий холостяк. Йому не щастить з жінками. Деякі вважають бідного Івана Павловича геєм, але це не так. Інші, через те що він інтелігент і не марнотрат, вважають його скнарою і занудою. Він приятелює з майором МВС Максом Вороновим. Приватне життя і робота в підсумку зробили його керівником пересувного цирку.
Тетяна Сєргєєва не має нічого спільного з письменницею. Темноволоса, пишнотіла, інтелігентна і начитана, закінчила філологічний факультет педінституту, вдова (віднедавна), працювала вчителькою російської мови і літератури. Одружена з колишнім актором Аристархом Бабулькіним (на прізвисько Грі), співробітником секретної групи, в якій працює і Таня.
Степанида Козлова (народилася в 1990 році) — шоста героїня книг Дар'ї Донцової. Студентка четвертого курсу Педагогічного інституту, навчається за спеціальністю «викладач російської мови та літератури» (є певна схожість з Тетяною Сєргєєвою) . Її виховує бабуся Ізабелла Костянтинівна Юр'єва (можливо, це схожість з Дашею Васильєвою). Матір Степаниди звали Ірина Олексіївна Юр'єва. Вона загинула з чоловіком під час експедиції в Середній Азії.

## Нагороди
- Лауреатка премії «Письменник року» в 2001, 2002, 2003 роках.
- Лауреатка премії «Бестселер року» (заснована газетою «Книжное обозрение») у 2002, 2003 роках.
- Лауреатка премії торгового дому «Бібліо-Глобус» у номінаціях «Автор року» та «Ім'я року» в 2002 році.
- Лауреатка щорічного відкритого конкурсу «Книга року» (Міністерства у справах друку, телерадіомовлення і засобів масової комунікації Росії) у номінації «Бестселер року» в 2003 році.
- 5 березня 2003 була закладена зірка на честь Дар'ї Донцової на літературній Площі зірок у Москві на Страсному бульварі.
- 24 червня 2005 Дар'ї Донцовій вручили громадський Орден Петра Великого 1-го ступеня зі стрічкою за великий особистий внесок і видатні заслуги на ниві літератури[4].
- У 2006, 2007, 2008, 2009 і 2010 роках за даними опитувань Дар'ю Донцову визнавали «Письменником року»[5].

## Плагіат
У 2008, 2010 і 2011 роках письменницю звинувачували в плагіаті.

## Список творів

### Книги
Серії
- «Любителька приватного розшуку Даша Васильєва»
- Романи

1. «Круті спадкоємнички» (Інша назва «Гра в жмурики»)
2. «За всіма зайцями»
3. «Пані з кігтиками»
4. «Дантисти теж плачуть»
5. «Ця гірка солодка помста»
6. «Дружина мого чоловіка»
7. «Несекретні матеріали»
8. «Контрольний поцілунок »
9. «Басейн з крокодилами»
10. «Сплять втомлені іграшки»
11. «Винесення справи»
12. «Хобі гидкого каченяти»
13. «Будиночок тітоньки брехні»
14. «Привид в кросівках»
15. « Посмішка 45-го калібру»
16. «Бенефіс березневої кішки»
17. «Політ над гніздом Індички»
18. «Юшка із золотої рибки»
19. «Жаба з гаманцем»
20. «Гарпія з пропелером»
21. «Долари царя Гороха»
22. «Камін для Снігуроньки»
23. «Екстрим на сірому вовку»
24. «Стиліст для снігової людини»
25. «Компот із забороненого плоду»
26. «Небо в рублях»
27. «Досьє на Крихту Че»
28. «Ромео з великої дороги»
29. «Жаба Баскервілів »
30. «Особиста справа жінки-кішки»
31. «Метро до Африки»
32. «Фейсконтроль на головну роль»
33. «Третє око — алмаз»
34. «Легенда про трьох мавп»
35. «Темне минуле Горбоконика»
36. «Картата зебра»
37. «Білий кінь на принці»
38. «Коханка єгипетської мумії»
39. «Лебедине озеро Іхтіандра»
40. «Гальма для блудного чоловіка»
41. «Мильна казка Шахерезади»
42. «Геній страшної краси»
43. «Шість соток для Робінзона»
44. «Пальці китайським віялом»
45. «Медова подорож утрьох»
46. «Приват-танець міс Марпл»
47. «Самовар з шампанським»[A]
48. «Аполлон на мільйон»
49. «Сон дядечка Фрейда»
50. «Штамп на серце жінки-вамп»
51. «Призначення під мантією»
52. «Інше життя перевертня»
53. «Нічний клуб на Лисій горі»
54. «Родовід до сьомого поліна»
55. «Остання гастроль пані Удачі»
56. «Щоденник капостей Сніжинки»
57. «Річний абонемент на той світ»
58. «Зміїний гаджет»
59. «Царевич з поганим резюме»
60. «П’явка блакитних кровей»
61. «Темні предки світлої дітки»
62. «Мокра справа водяного»
63. «Вакантне місце райської пташки»
64. «Алергія на кота Базиліо»
65. «Коза і семеро вовченят»
66. «Кактус другої свіжості»[B]
67. «Погана репутація Курочки Ряби»
68. «Ананас на ялинці»
69. «Слон для Дюймовочки»
70. «Ступа з навігатором»[C]
71. «Блоха на балу»
72. «Іпотека на Марсі»

- Оповідання

1. «Справжня різдвяна казка»
2. «Коньяк для янгола»
3. «Моя незнайома подруга»
4. «Нерівний шлюб Синьої Бороди»
5. «Фальшиві зуби тигра»
6. «Ескімос з Марса»
7. «Кекс від шевця»[A]

- «Євлампія Романова. Слідство веде дилетант»
- Романи

1. «Манікюр для небіжчика»
2. «Покер з акулою»
3. «Сволота кохана»
4. «Гадюка в сиропі»
5. «Обід у людожера»
6. «Сузір'я жадібних псів»
7. «Канкан на поминках»
8. «Прогноз гидот на завтра»
9. «Ходіння під мухою»
10. «Фіговий листочок от кутюр»
11. «Камасутра для Міккі-Мауса»
12. «Квазімодо на шпильках»
13. «Но-шпа на трьох»
14. «Синій мопс щастя»
15. «Принцеса на Кирієшках"
16. «Лампа розшукує Аладдіна»
17. «Кохання-зітхання і третій зайвий»
18. «Божевільна кепка Мономаха»
19. «Фігура легкого епатажу»
20. «Бутик їжакових рукавиць»
21. «Попелюшка в шоколаді»
22. «Ніжний чоловік олігарха»
23. «Фанера Мілоська»
24. «Фен-шуй без гальм»
25. «Шопінг в повітряному замку»
26. «Шлюбний контракт кентавра»
27. «Імператор села Гадюкино»
28. «Метелик в гіпсі»
29. «Нічне життя моєї свекрухи»
30. «Королева без башти»
31. «У ліжку з Кінг-Конгом»
32. «Чорний список діда Мазая»
33. «Костюм Адама для Єви»
34. «Добрий лікар Айбандит»
35. "Вогнегасник Прометея»
36. «Білочка уві сні та наяву»
37. «Матрьошка в пір’ї»[A]
38. «Маскарад любовних втіх»
39. «Шури-мури з примарою»
40. «Корпоратив королівської династії»
41. «Імідж напрокат»
42. «Гороскоп птаха Фенікс»
43. «Пряник з чорною ікрою»
44. «П’ятизірковий теремок»
45. «Корида на роздягання»
46. «Леді Недосконалість»
47. «Згубне місце в іпотеку»
48. «Великий куш злиденної герцогині»
49. «Жираф – гроза пінгвінів»
50. «Віщі сни Храпунцель»
51. «Гарні манери Солов’я-розбійника»
52. «Матуся Бармалей»
53. «Дівчинка Червоний Тапочок»[B]
54. «Коронна роль Кози-дерези»
55. «Малятко Інтрига»
56. «Государиня Криворучка»
57. «Витязь у рожевих штанях»
58. «Помилка Дівчинки-з-пальчик»[C]
59. «Чудо-юдо на полюванні»
60. «Гурток екстремального в’язання»
61. «Таксі до лісу Берендея»

- Оповідання

1. «Ключ від грошей»
2. «Балакучий рожевий ведмедик»

- «Віола Тараканова. У світі злочинних пристрастей»
- Романи

1. «Чорт з табакерки »
2. «Три мішки хитрощів»
3. «Чудовисько без красуні»
4. «Урожай отруйних ягідок »
5. «Дива в каструльці»
6. «Скелет з пробірки»
7. «Мікстура від косоокості»
8. «Філе із Золотого Півника»
9. «Головбух і півцарства на додачу»
10. «Концерт для Колобка з оркестром»
11. «Фокус-покус від Василини Жахливої»
12. «Улюблені забави тата Карло» (Робоча назва «Дворняжка детективного жанру»)
13. «Муха в літаку»
14. «Кекс у великому місті»
15. «Квиток на килим-вертоліт»
16. «Монстри з хорошої сім'ї»
17. «Канікули в Простофіліно»
18. «Зимове літо весни»
19. «Хепі -енд для Дездемони»
20. «Стриптиз Жар- птиці»
21. «Муму з аквалангом»
22. «Гаряча любов сніговика»
23. «Людина-невидимка в стразах»
24. «Летючий самозванець»
25. «Фея з золотими зубами»
26. «Посаг кудлатої мавпи»
27. «Страсна ніч у зоопарку»
28. «Замок хропливої красуні»
29. «Диявол носить постоли»
30. «Путівник по Лукомор'ю»
31. «Фанатка голого короля»
32. «Нічний кошмар Залізного Коханця»
33. «Кнопка управління чоловіком»
34. «Заповіт різдвяної качки»
35. «Жах на крилах ночі»[A]
36. «Магія пані Метелиці»
37. «Три бажання жінки-мрії»
38. «Вставна щелепа Лускунчика»
39. «В пазурах у казки»
40. «Інкогніто з Бродвею»
41. «Закон молодильного яблучка»
42. «Гімназія нешляхетних дівчат»
43. «Вічний двигун маразму»
44. «Бінокль для всевидющого ока»
45. «Блиск і злидні інстаграма»
46. «Любуся на віражі»
47. «Козеня Оленушка»
48. «Край неляканих Буратіно»
49. «Невдала кар’єра Мегери»[B]
50. «Червоні вітрила Синьої Бороди»
51. «Торт від Ябеди-корябеди»
52. «Лобстер для Ємелі»
53. «Буря в склянці біди»[C]
54. «Дезертир з раю»
55. «Алібі для землерийки»

- Оповідання

1. «Балерина в бахилах»

- «Джентльмен розшуку Іван Подушкін»
- Романи

1. «Букет прекрасних дам»
2. «Діамант каламутної води»
3. «Інстинкт Баби- Яги»
4. «13 нещасть Геракла»
5. «Алі- Баба і сорок розбійниць»
6. «Надувна жінка для Казанови»
7. «Тушканчик в бігудях»
8. «Рибка на ім’я Зайка»
9. «Дві наречені на одне місце»
10. «Сафарі на черепашку»
11. «Яблуко Монте- Крісто»
12. «Пікнік на острові скарбів»
13. «Мачо чужої мрії»
14. «Верхи на "Титаніку"»
15. «Янгол на мітлі»
16. «Продюсер козячої морди»
17. «Сміх і гріх Івана-царевича»
18. «Таємний зв’язок його величності»[A]
19. «Доля знайде на сіннику»
20. «Авоська з Алмазним фондом»
21. «Коронний номер містера X»
22. «Астральне тіло холостяка»
23. «Хто у валізі живе?»
24. «Блог пустуна домовика»
25. «Гніздо перелітного сфінкса»
26. «Вінець безшлюбності білого кролика»
27. «Архітектор пряникового будиночка»
28. «Особа королівських ролей»
29. «Оката, вухата біда»
30. «Іван Грозний на Мальдівах»
31. «Опудало від першого шлюбу»
32. «Бабуся на горошині»
33. «Корона Мишки-норушки»[B]
34. «Вінок із залізних кульбаб»
35. «Зухвалі надії Карабаса-Барабаса»
36. «Іванушка на курячих ніжках»[C]
37. «Грізлі в білих шкарпеточках»
38. «Кладовище чужих секретів»

- Оповідання

1. «Подарунок небес»
2. «Подарунок для бабусі»[A]

- «Детектив на дієті. Тетяна Сергєєва»
- Романи

1. «Бабуся Крісті - відпочиває»
2. «Дієта для трьох поросят»
3. «Інь , янь і всяка погань»
4. «Мікроб без комплексів»
5. «Ідеальне тіло П'ятачка»
6. «Дід Снігур і Морозочка»
7. «Золоте правило Трьохпудовочки»
8. «Агент 013»
9. «Рвані валянки мадам Помпадур»
10. «Дідусь на виданні»
11. «Шекспір курить в сторонці»
12. «Версаль під хохлому»
13. «Усім сестрам по мізках»
14. «Фуа-гра з сокири»
15. «Товстушка під прикриттям»
16. «Збулася мрія бегемота»[A]
17. «Бабки царя Соломона»
18. «Любовне зілля чаклуна-базіки»
19. «Бермудський трикутник чорної вдови»
20. «Вулкан пристрастей наївної незабудки»
21. «Пристрасті-мордасті рогоносця»
22. «Левова частка сірої мишки»
23. «Оберіг від іспанської пристрасті»
24. «Запасний вихід з коми»
25. «Шоколадне опудало»
26. «Волохата лапа Герасима»
27. «Чорна перлина розбрату»
28. «Золота середина ослика Іа»
29. «Лазурний берег болота»
30. «Мадам Біла Поганка»
31. «Чавунні чоботи-скороходи»
32. «Бегемот під майонезом»[B]
33. «Курник в пентхаусі»
34. «Курча Лиси Патрікіївни»
35. «Пиріг від шевця»
36. «Зозуленятко з родини дроворубів»[C]
37. «Амур з гранатою»
38. «Бумеранг з автопілотом»

- Оповідання

1. «Білка з годинником»
2. «Правда в сім мішків гречаної вовни»
3. «Грошовий торт»
4. «Білка з країни балакунів»
5. «Секретна жіноча зброя»
6. «Кішка в пір’ї»
7. «Різдвяний кролик»

- «Улюблениця фортуни Степанида Козлова»
- Романи

1. «Розложиста журавлина Голлівуда»
2. «Жива вода мертвої царівни»
3. «Женихи воскресають по п'ятницях»
4. «Клеопатра з парашутом»
5. «Палац з дахом, що з'їхав» (Робоча назва «Чайник для комп'ютера»)
6. «Княжна з тарганами»
7. «Приборкувач медузи Горгони»
8. «Хижа червоненька квіточка»
9. «Лунатик зникає опівночі»[A]
10. «Мачуха в кришталевих калошах»
11. «Бізнес-план трьох богатирів»
12. «Гола сукня зірки»
13. «Презентація скрині Пандори»
14. «Шкідлива чарівна паличка»
15. «Хіп-хоп маленьких лебедів»
16. «Дрес-код кажана»
17. «Дід Яга і його діти»[B]
18. «Аукціон чарівного мотлоху»
19. «Образа Крихітки-Хаврошечки»[C]
20. «Вишенька на кактусі»

### Поза серіями

#### Автобіографія
- «Записки божевільної оптимістки» (2003)
- «Записки божевільної оптимістки. Два роки по тому» (2005)
- «Записки божевільної оптимістки. Три роки по тому» (2007)
- «Я дуже хочу жити. Мій особистий досвід» (2013)
- «Записки щасливої парафіянки» (2024)[B][C]

#### Кулінарні книги
- «Кулінарна книга ледарки» (2003)
- «Кулінарна книга ледарки-2. Смачне подорож» (2005)
- «Кулінарна книга ледарки-3. Свято по життю» (2008)
- «Прості і смачні рецепти Дар'ї Донцової» (2006)
- «Секрети приготування в плитах „Дарина“» (2011)
- «Готуємо в мультиварці. Кулінарна книга ледарки» (2014)[A]
- «Кулінарна книга ледарки. Ювілейне видання з новими рецептами» (2022)[B]

#### Дитячі книги
- «Казки Прекрасної Долини»

1. «Амулет Добра»[A]
2. «Чарівний еліксир»
3. «Вежа бажань»
4. «Дорога з мармеладу»
5. «Країна Див»
6. «Село Драконів»
7. «Таємниця бульдога Іменалія»
8. «Господар Чорного озера»
9. «Чудовий камінь Маюрмі»
10. «Ліки від доброзліства»
11. «Коли гасне ліхтарик»
12. «Замок злих думок»
13. «Великі хранителі»
14. «Місто брехунців»
15. «Море Пробачення»
16. «Жаб і принцеса»[B]
17. «Тридцять срібних монеток»
18. «Голкове вушко»
19. «Печатка любові»
20. «Куля Порятунку»
21. «Ліс образи»[C]
22. «Ворона з кішечкою»
23. «Правила життя»
24. «Сонні мухи»
25. «Правитель Підземного царства»
26. «Чаклун Оро»

- «Таємниці Медової Долини»

1. «Чорно-білий злочин»[B]
2. «Втеча абрикоса»
3. «Сліди злочину»
4. «Справа в капелюсі»
5. «Дуже важливий гість»
6. «Найкращі історії» (збірка)[C]
7. «Веселі історії» (збірка)
8. «Дуже детективна історія. Частина 1: Сищик-початківець» (комікс)
9. «Дуже детективна історія. Частина 2: Літні пригоди в Медовій Долині» (комікс)
10. «Чинк: Хвостатий детектив. Білченя Чинк — герой Медової Долини» (комікс)
11. «Таємниці Медової Долини. Кругообіг творчості! Велика книга ігор»

- Поза серіями
- «Кучерове щастя» (збірка «Казки доброти», 2012 р.)
- «Добрі книги для дітей і дорослих. Правдиві казки про собак» (2016)[A]

#### Інші книги
- «Британець китайського виробництва. Народний детектив» (2005) (Тетяна Сергєєва)
- «365 побажань від Дар'ї Донцової» (2010)
- «Путівник по щастю» (2015)[A]
- «Як я змінив своє життя на краще» (2015)

#### Оповідання
- «Ніхто з нізвідки»

Примітки:
- ↑  Були опубліковані після анексії Криму Росією та початку гібридної війни Росії на сході України (2014–2022)
- ↑  Були опубліковані після повномасштабного російського вторгнення в Україну (2022–)
- ↑  Були опубліковані після публічної підтримки кандидатури Володимира Путіна на президентських виборах 2024 року в Росії та обґрунтування військових дій РФ в Україні.

### Сценарії до телесеріалів
- «Даша Васильєва. Любителька приватного розшуку» (спільно з Вікторією Євсєєвою)
- «Любителька приватного розшуку Даша Васильєва — 2» (спільно з Вікторією Євсєєвою)
- «Любителька приватного розшуку Даша Васильєва — 3» (спільно з Вікторією Євсєєвою)
- «Євлампія Романова. Слідство веде дилетантка»(спільно з Вікторією Євсєєвою)
- «Євлампія Романова. Слідство веде дилетантка — 2»(спільно з Вікторією Євсєєвою, Алісою Мічабелі та Іриною Гелос)
- «Віола Тараканова . У світі злочинних пристрастей» (спільно з Іриною Півоваровою (фільм 1) та Катериною Шагаловою (фільми 2 і 3))
- "Віола Тараканова . У світі злочинних пристрастей -2 " (спільно з Іриною Півоваровою та Катериною Шагаловою)
- «Іван Подушкін. Джентльмен розшуку» (Фільм 1 — спільно з Вікторією Євсєєвою ; фільми 2 і 3 — з Анною Аносовою та Наталією Павловською ; 2 сезон — з Олексієм Винокуровим та Вікторією Євсєєвою)

Над сценарієм Віоли Тараканової у другому сезоні працював Олексій Винокуров.

### Сценарій до радіовистави
- «Дива в каструльці»

## Цікаві факти
- За словами Дар'ї Донцової, в школі їй задали твір на тему «Про що думав Валентин Катаєв, коли писав повість „Біліє парус одинокий“». Будучи особисто знайомою з автором, вона звернулася за інформацією безпосередньо до письменника. Катаєв сам написав для Дар'ї твір, який, однак, отримав незадовільну оцінку. Вчителька прокоментувала так: «Катаєв зовсім не про це думав!». Донцова показала цей текст Катаєву, і він дуже здивувався[9].
- Дар'я Донцова була також в ранній юності знайома з Лілею Брик. Катаєв дивувався, як це Ліля спокійно відреагувала на те, що юна Груня Васильєва назвала нецікавою поезію Маяковського, бо «вона вся про революцію». За словами Катаєва, Брик просто зобов'язана була «порвати дитину на шматки».
- Опинившись після смерті батька без грошей, без чоловіка і з малолітнім сином на руках, Донцова була вдячна за моральну та матеріальну підтримку вдові Микити Хрущова — Ніні Петрівні.
- У книзі «Золоте правило Трьохпудовочки» згадується «Вікіпедія».
- У книзі «Нічне життя моєї свекрухи» згадується серіал «Татусеві дочки».
- У книзі «Посаг кудлатої мавпи» згадуються серіали «Татусеві дочки» та «Щасливі разом».
- «Британець китайського виробництва. Народний детектив» і «Бабуся Кристі — відпочиває!» є альтернативними один до одного пілотними творами.
- У книзі «Камін для Снігуроньки», де головною героїнею є Даша Васильєва, згадується Аріна Віолова — псевдонім Віоли Тараканової, персонажа іншої серії книг Донцової.
- У 2005 році Дар'я Донцова знялася в серіалі «Любителька приватного розшуку Даша Васильєва-4» в ролі самої себе (фільм 12 «Привид в кросівках», серія 4).